# Johanneskirche (Arnsbach)

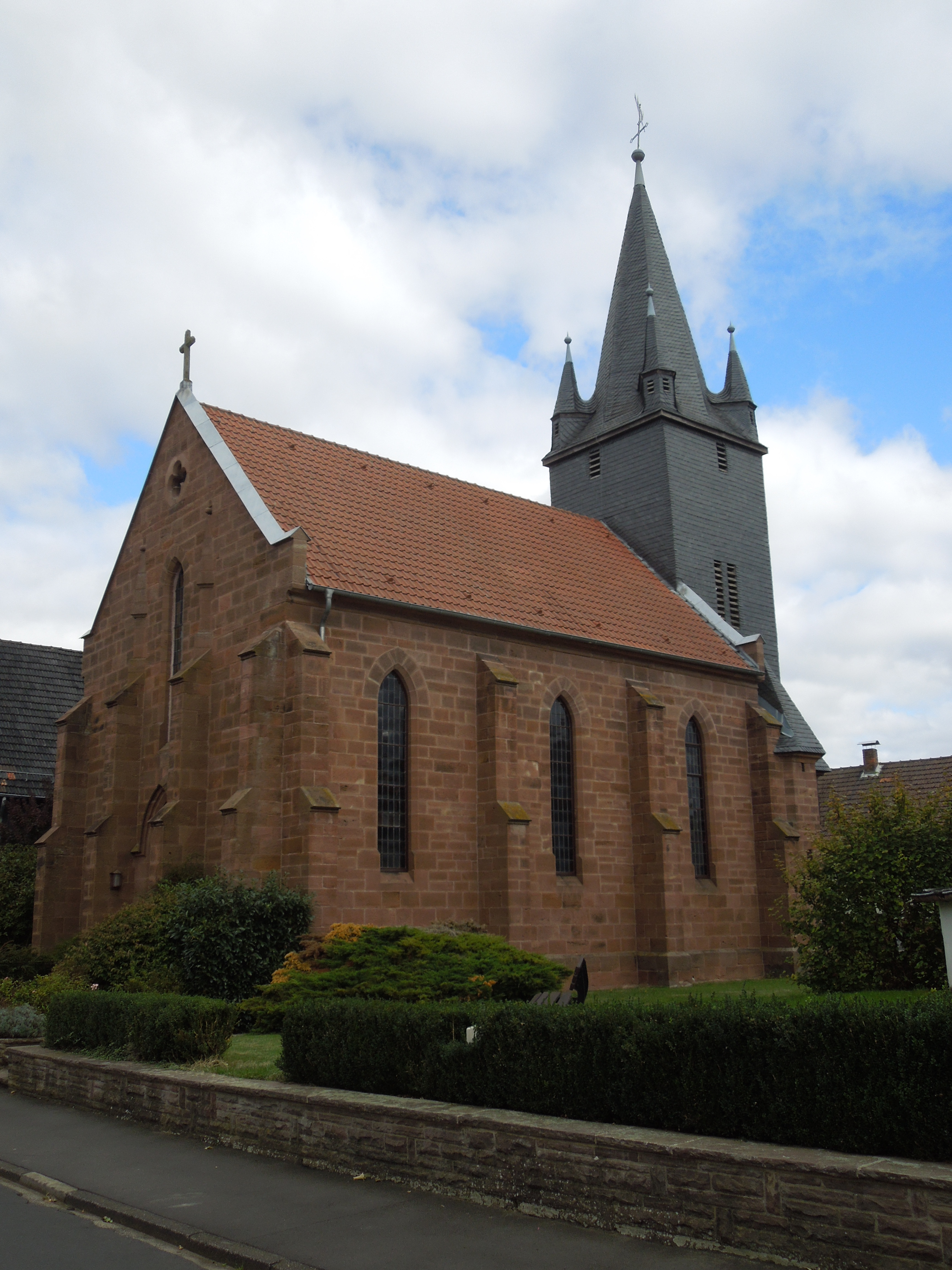
Johanneskirche

Die evangelisch-unierte Johanneskirche steht in Arnsbach, einem Stadtteil von Borken im Schwalm-Eder-Kreis von Hessen. Die Kirche gehört zur Kirchengemeinde Schwalmpforte im Kirchenkreis Schwalm-Eder des Sprengels Marburg der Evangelischen Kirche von Kurhessen-Waldeck.

## Beschreibung
Bereits im Mittelalter gab es eine Kirche. Der älteste Teil der heutigen Saalkirche ist der 1606 errichtete rechteckige Chor im Osten. Das alte, niedrige Kirchenschiff wurde 1883 durch ein neugotisches aus Natursteinmauerwerk ersetzt, das wesentlich höher ist und von Strebepfeilern gestützt wird. Der Chor wurde mit einem Kirchturm überbaut, dessen oberer Teil, einschließlich des spitzen Helms und den Wichhäuschen an den Ecken, verschiefert ist. In ihm hängt eine 1450 gegossene Kirchenglocke. Ein im Jahr 2003 im Chor eingebautes Fenster zeigt Johannes den Täufer. Bei der Renovierung in den Jahren 2014 und 2015 wurde der gesamte Innenraum auf eine Höhe gebracht.